# Valerianella eriocarpa
Valerianella eriocarpa, італійський польовий салат — вид квіткових рослин родини Жимолостеві. Це однорічна рослина, яка поширена в західній і південній Європі, північно-західній Туреччині та північній Африці. У Криму зростає повсюдно.

## Таксономія
Відділ судинні рослини, клас Дводольні порячок Черкасоцвіті, родина Жимолостеві, рід Варіонела.

## Використання
Молоде листя, сирим чи обробленим вживається в їжу. Листя мають дуже м’який смак і є чудовим інгредієнтом для змішаних салатів. Листя можуть бути доступними цілий рік після послідовних посівів і потребують захисту лише в холодніші зими.